# Nuoto ai Giochi della XIX Olimpiade - Staffetta 4x200 metri stile libero maschile
La competizione della staffetta 4x200 metri stile libero maschili di nuoto ai Giochi della XIX Olimpiade si è svolta il 21 ottobre 1968 alla Piscina Olímpica Francisco Márquez di Città del Messico.

## Programma
| Data            | Round      | Note                           |
| --------------- | ---------- | ------------------------------ |
| 21 ottobre 1968 | 3 Batterie | I migliori 8 tempi alla finale |
| 21 ottobre      | Finale     |                                |

## Risultati

### Batterie
| Pos. | Nazione       | Atleti                                                      | Totale | Pos F |
| ---- | ------------- | ----------------------------------------------------------- | ------ | ----- |
| 1    | Australia     | Greg Rogers Graham White Bob Windle Michael Wenden          | 8'04"8 | 1 Q   |
| 2    | Canada        | George Smith Ron Jacks Sandy Gilchrist Ralph Hutton         | 8'10"5 | 6 Q   |
| 3    | Svezia        | Hans Ljungberg Olle Ferm Gunnar Larsson Lester Eriksson     | 8'10"9 | 7 Q   |
| 4    | Gran Bretagna | John Thurley Raymond Terrell Robert McGregor Tony Jarvis    | 8'16"3 | 10    |
| 5    | Colombia      | Tomas Becerra Federico Sicard Ricardo González Julio Arango | 8'26"7 | 13    |
| 6    | Porto Rico    | José Ferraioli Michael Goodner Gary Goodner Jorge González  | 8'40"2 | 14    |

| Pos. | Nazione        | Atleti                                                         | Totale | Pos F |
| ---- | -------------- | -------------------------------------------------------------- | ------ | ----- |
| 1    | Stati Uniti    | William Johnson David Johnson Andrew Strenk Mike Wall          | 8'05"1 | 2 Q   |
| 2    | Francia        | Michel Rousseau Gérard Letast Francis Luyce Alain Mosconi      | 8'06"3 | 3 Q   |
| 3    | Germania Ovest | Hans Faßnacht Olaf von Schilling Folkert Meeuw Wolfgang Kremer | 8'07"1 | 4 Q   |
| 4    | Paesi Bassi    | Dick Langerhorst Johan Schans Aad Oudt Elt Drenth              | 8'17"0 | 11    |
| 5    | Filippine      | Roosevelt Abdulgafur Tony Asamali Leroy Goff Luis Ayesa        | 8'41"0 | 15    |

| Pos. | Nazione          | Atleti                                                          | Totale | Pos F  |
| ---- | ---------------- | --------------------------------------------------------------- | ------ | ------ |
| 1    | Unione Sovietica | Vladimir Bure Semën Belic-Gejman Georgij Kulikov Leonid Il'ičëv | 8'07"6 | 5 Q    |
| 2    | Germania Est     | Frank Wiegand Horst-Günter Gregor Alfred Müller Jochen Herbst   | 8'11"2 | 8 Q    |
| 3    | Giappone         | Kunihiro Iwasaki Teruhiko Kitani Noboru Waseda Satoru Nakano    | 8'14"1 | 9      |
| 4    | Spagna           | Juan Fortuny Santiago Esteva José Antonio Chicoy Juan Martínez  | 8'23"6 | 12     |
| -    | Messico          | Juan Alanís Jorge Urreta Rafaél Cal Eduardo Alanís              | -      | Squal. |

### Finale
| Pos.    | Nazione          | Atleti                                                          | Totale | Note |
| ------- | ---------------- | --------------------------------------------------------------- | ------ | ---- |
| Oro     | Stati Uniti      | John Nelson Stephen Rerych Mark Spitz Don Schollander           | 7'52"3 |      |
| Argento | Australia        | Greg Rogers Graham White Bob Windle Michael Wenden              | 7'53"7 |      |
| Bronzo  | Unione Sovietica | Vladimir Bure Semën Belic-Gejman Georgij Kulikov Leonid Il'ičëv | 8'01"6 |      |
| 4       | Canada           | George Smith Ron Jacks Sandy Gilchrist Ralph Hutton             | 8'03"2 |      |
| 5       | Francia          | Michel Rousseau Gérard Letast Francis Luyce Alain Mosconi       | 8'03"7 |      |
| 6       | Germania Ovest   | Hans Faßnacht Olaf von Schilling Folkert Meeuw Wolfgang Kremer  | 8'04"3 |      |
| 7       | Germania Est     | Frank Wiegand Horst-Günter Gregor Alfred Müller Jochen Herbst   | 8'06"0 |      |
| 8       | Svezia           | Hans Ljungberg Olle Ferm Gunnar Larsson Lester Eriksson         | 8'12"1 |      |